# Hans Caspar von der Crone
Hans Caspar von der Crone (* 18. Januar 1957 in Zürich; heimatberechtigt in Zürich und Basel) ist ein Schweizer Rechtswissenschaftler. Er lehrte als Ordinarius für Privat- und Wirtschaftsrecht an der Universität Zürich. Seit dem 1. Februar 2022 ist er emeritiert.

## Akademischer Werdegang
Hans Caspar von der Crone wurde als Sohn des späteren Verwaltungsrats-Vizepräsidenten der Credit Suisse Hugo von der Crone geboren. Er besuchte in Zürich die Primarschule sowie das Gymnasium, das er mit der Maturität Typus B abschloss, bevor er im Herbst 1976 das Studium der Rechtswissenschaft an der Universität Zürich aufnahm. 1982 erwarb er den Titel lic. iur.
Nebst seiner Promotion 1988 bei Arthur Meier-Hayoz und Habilitation 1992 erwarb er 1990 einen Master of Laws (LL.M.) an der Yale Law School. 1995 wurde von der Crone als ausserordentlicher Professor für Privat- und Wirtschaftsrecht an die Universität Zürich berufen. 1997 wurde er zum Ordinarius befördert.

## Praktische Tätigkeit
Von der Crone erwarb 1988 das Zürcher Rechtsanwaltspatent. Er war Mitarbeiter und Partner bei Homburger Rechtsanwälte und gründete 1997 die Kanzlei von der Crone Rechtsanwälte (heute von der Crone Rechtsanwälte AG). Er hatte und hat verschiedene Verwaltungsratsmandate inne, unter anderem bei Heineken Beverages Switzerland AG (bis 2016).
Von 1999 bis 2005 war von der Crone Präsident der schweizerischen Übernahmekommission. Von 2002 bis 2008 war er Mitglied der Universitätsleitung der Universität Zürich, von 2002 bis 2006 als Prorektor Planung, von 2007 bis 2008 als Prorektor Rechts- und Wirtschaftswissenschaften. Er ist Mitglied des Herausgeberkollegiums der Schweizerischen Zeitschrift für Wirtschafts- und Finanzmarktrecht (SZW).
Von der Crone ist Autor zahlreicher Beiträge zum Privat- und Wirtschaftsrecht sowie einer 2013 begonnenen Reihe sechsmal im Jahr erscheinender Entscheidbesprechungen.